# Perk (België)

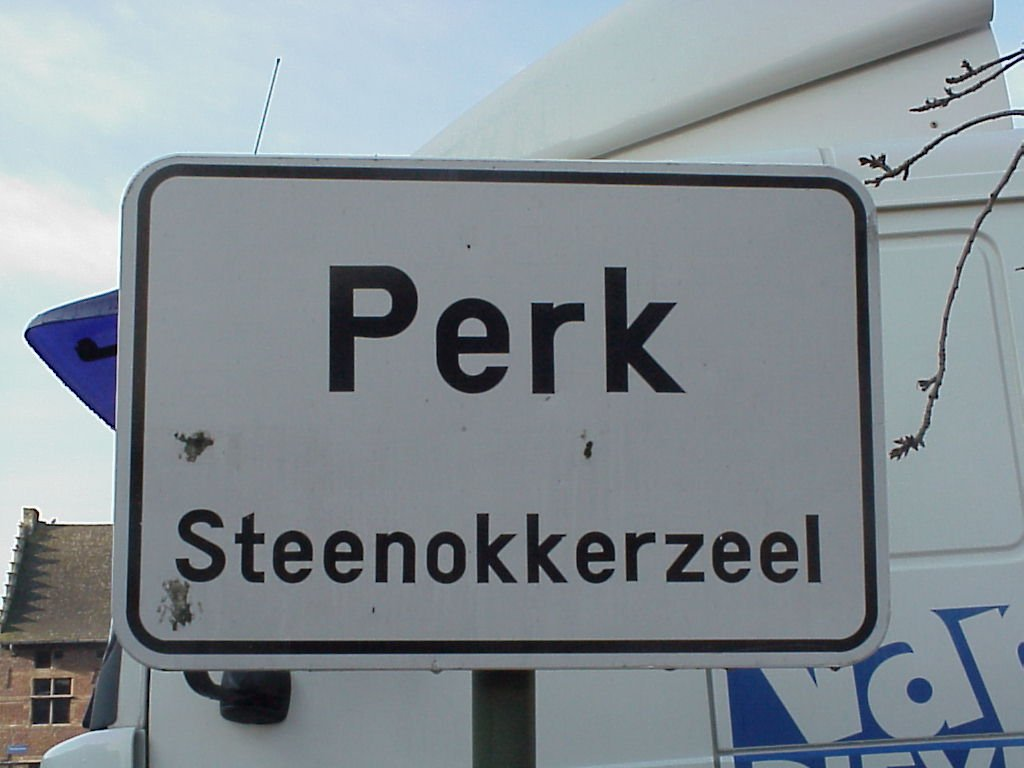
Plaatsnaambord van Perk

Perk is een dorp in de Belgische provincie Vlaams-Brabant en een deelgemeente van Steenokkerzeel. Perk was een zelfstandige gemeente tot aan de gemeentelijke herindeling van 1977. Op het grondgebied van Perk ligt het dorp Boekt, het gehucht Huinhoven en de wijk 't Dickt'.  Bij Boekt bevindt zich het Snijsselbos (ook wel Moorbos genoemd).

## Geschiedenis
Perk werd voor het eerst vermeld in 1148 en wel als Parcum dat omheinde ruimte betekent in het Frankisch. In 1180 was de heerlijkheid in bezit van Lutgardis van Perk. In de 13e eeuw kwam hij achtereenvolgens aan de families Wesemael, Boutersem, 'Leefdaal, Waver en de Baronaige. In 1659 werd Perk verheven tot baronie in de meierij van Kampenhout (in het kwartier van Brussel in het hertogdom Brabant). Frederik de Marselaer was de eerste baron. Na de Franse invasie werd Perk als gemeente bij het kanton Zemst van het Dijledepartement ingedeeld.
In 1809 werd het kasteel gekocht door Pieter Bounder de Melsbrouck en in 1833 kwam het aan graaf Prosper de Ribaucourt en nazaten van deze graaf bewoonden sindsdien het kasteel.
David Teniers II woonde in Perk op de Drie Torenshoeve.
In het kader van de fusies van Belgische gemeenten werd Perk op 1 januari 1977 opgeheven en als deelgemeente toegevoegd aan de nieuwe fusiegemeente Steenokkerzeel.

## Bezienswaardigheden
- De Sint-Niklaaskerk, met stucwerk van J.C. Hansche en een barokorgel uit 1716 van Carolus Dillens.
- De pastorie en zijn omgeving
- De Sint-Annakapel aan de Sint-Annastraat, kapelletje van 1754.
- De Onze-Lieve-Vrouwekapel aan de Tervuursesteenweg, zandstenen niskapelletje van 1651.
- Het voormalig gemeentehuis, dat in 1927 werd ingericht in de voormalige banbrouwerij "De Kamme". Het gebouw dateert uit 1652.
- De hoeve "Drie Torens", met de restanten van een kasteelsite. Reeds in 1592 was van "Drye Torrens" sprake. Het hof werd in 1663 aangekocht door David Teniers de Jonge. Van de site zijn nog een boerenhuis en schuur, een deel van de omheiningsmuur, de hekpeilers en sporen van de ringgracht bewaard.
- Het Kasteel de Ribaucourt, waarvan reeds in de 12e eeuw melding werd gemaakt. Het werd de volgende eeuwen meermaals verbouwd. Het huidig kasteel kreeg vooral in de 17e, 18e en 19e eeuwen zijn vorm. Ten westen van het kasteel ligt de kasteelhoeve "Hof te Veaux", dat oorspronkelijk dateert uit de tweede helft van de 18e eeuw. Eind juni of begin juli gaat hier sinds 2015 jaarlijks het driedaags Paradise City Festival door.
- De rentmeesterswoning, een dubbelhuis dat teruggaat tot 1657, maar de volgende eeuwen verscheidene malen werd aangepast.
- Een aantal boerenhuisjes dateren van oorsprong uit de 17de eeuw, en zijn als monument beschermd.

## Demografische ontwikkeling
- Bronnen:NIS, Opm:1831 tot en met 1970=volkstellingen; 1976 = inwoneraantal op 31 december

## Mobiliteit

### Wegennet
Perk ligt aan de N227 tussen Elewijt en Steenokkerzeel. Net ten westen loopt de snelweg A1/E19, die echter geen afrit heeft ter hoogte van Perk.

## Bekende inwoners
- Adolphe Christyn de Ribaucourt, senator en burgemeester van Perk (1908-1911)
- Petrus Lambertus Goossens, aartsbisschop van Mechelen
- David Teniers de Jonge, schilder
- Kristel Verbeke Gene Thomas

## Geboren
- Simon Spruyt (1978), stripauteur

## Galerij

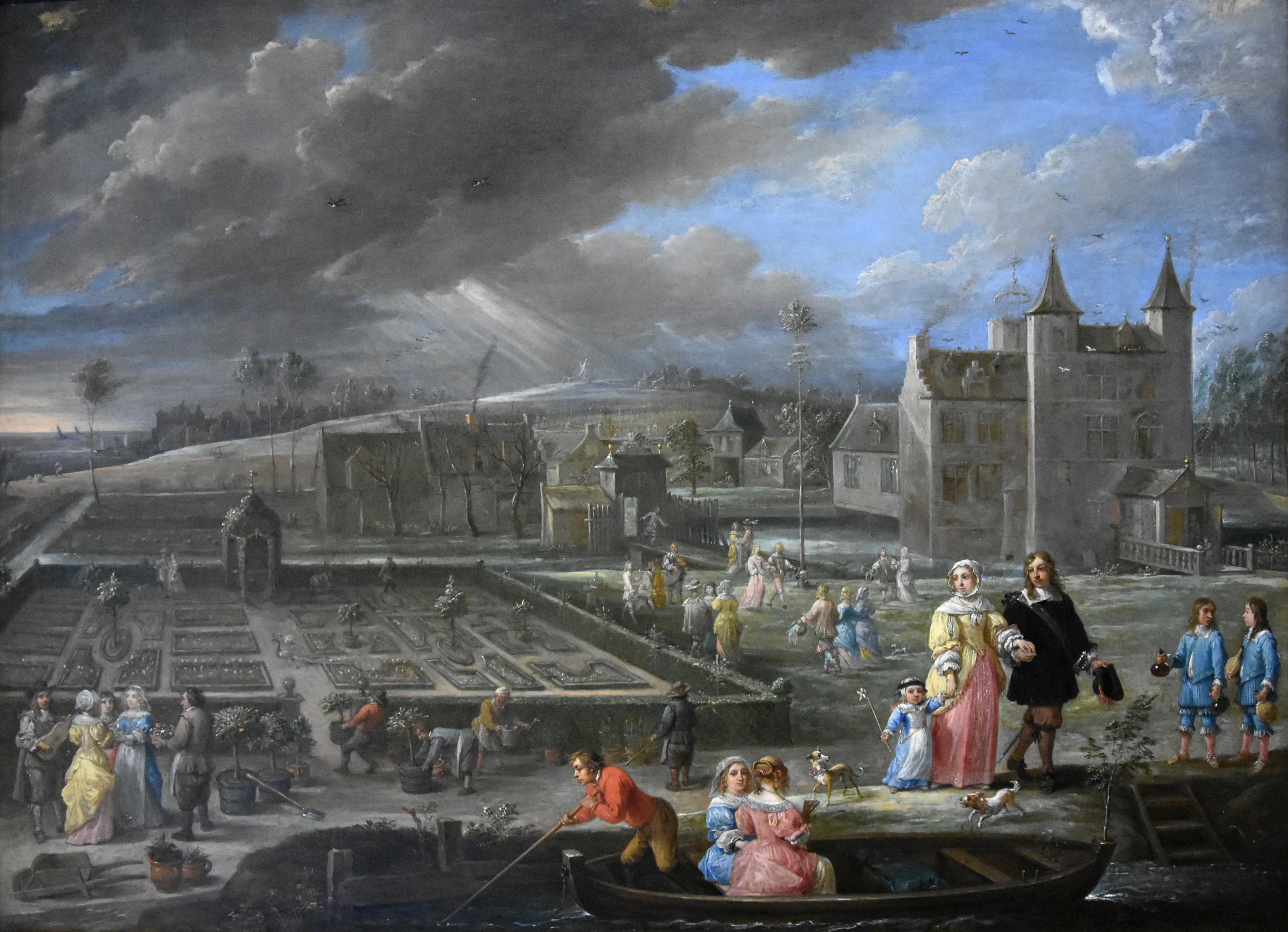
Drye Torrens op een schilderij van David Teniers de Jonge, samen met zijn tweede vrouw Isabella de Fren en een van hun kinderen

## Nabijgelegen kernen
Melsbroek, Berg, Peutie, Elewijt, Steenokkerzeel